# Liste der Kulturgüter in Flaach
Die Liste der Kulturgüter in Flaach enthält alle Objekte in der Gemeinde Flaach im Kanton Zürich, die gemäss der Haager Konvention zum Schutz von Kulturgut bei bewaffneten Konflikten, dem Bundesgesetz vom 20. Juni 2014 über den Schutz der Kulturgüter bei bewaffneten Konflikten sowie der Verordnung vom 29. Oktober 2014 über den Schutz der Kulturgüter bei bewaffneten Konflikten unter Schutz stehen.
Objekte der Kategorien A und B sind vollständig in der Liste enthalten, Objekte der Kategorie C fehlen zurzeit (Stand: 1. Januar 2023). Unter übrige Baudenkmäler sind weitere geschützte Objekte zu finden, die im Verzeichnis der Objekte von überkommunaler Bedeutung der kantonalen Denkmalpflege zu finden und nicht bereits in der Liste der Kulturgüter enthalten sind.

## Kulturgüter
| Foto |                                                                                              | Objekt                                                                         | Kat. | Typ | Standort                           | Beschreibung |
| ---- | -------------------------------------------------------------------------------------------- | ------------------------------------------------------------------------------ | ---- | --- | ---------------------------------- | ------------ |
| ja   | Datei hochladen · Wikidata zu Schloss Flaach (Q5456517)                                      | Schloss Flaach mit Ökonomiebauten, Trotte und Brunnen KGS-Nr.: 07458           | A    | G   | Schloss Flaach 1 687691 / 270287   |              |
| ja   | Datei hochladen · Wikidata zu Frühmittelalterliches Gräberfeld (Q107545585)                  | Chrumben, frühmittelalterliches Gräberfeld KGS-Nr.: 09708                      | A    | F   | 686839 / 271045                    |              |
| ja   | Datei hochladen · Wikidata zu Obermühle (Q29932621)                                          | Obermühle mit Nebenbauten (Waschhaus, Wasserrad und Mühlekanal) KGS-Nr.: 07457 | B    | G   | Obermühleweg 1 688245 / 270005     |              |
| ja   | Datei hochladen · Wikidata zu Untermühle (1598, 1625, Gasthof) mit Nebengebäuden (Q29932622) | Untermühle mit Nebengebäuden, Radhaus und Mühlekanal KGS-Nr.: 07459            | B    | G   | Untermühleweg 9–11 687679 / 269860 |              |

## Übrige Baudenkmäler
| ID                        | Foto |                 | Objekt                                     | Kat.    | Typ | Standort                                            | Beschreibung |
| ------------------------- | ---- | --------------- | ------------------------------------------ | ------- | --- | --------------------------------------------------- | ------------ |
| 02800038                  |      | Datei hochladen | Wagnerei Oberdorf, Hausteil 2              | C       | G   | Oberdorfstrasse 6 688251 / 270044                   |              |
| 02800172                  |      | Datei hochladen | Bauernwohnhaus                             | C       | G   | Andelfingerstrasse 2 688065 / 270131                |              |
| 02800177                  | ja   | Datei hochladen | Wirtschaft Alte Post                       | B reg.  | G   | Andelfingerstrasse 5 688027 / 270164                |              |
| 02800280                  |      | Datei hochladen | Doppelbauernhaus / Wagnerhaus, Hausteil 1  | B reg.  | G   | Unter den Halden 688001 / 270071                    |              |
| 02800282                  |      | Datei hochladen | Doppelbauernhaus / Wagnerhaus, Hausteil 2  | B reg.  | G   | Unter den Halden 687991 / 270068                    |              |
| 02800303                  |      | Datei hochladen | Bauernhaus mit Ökonomiegebäude, Hausteil 2 | C       | G   | Hauptstrasse 11 687838 / 269996                     |              |
| 02800316                  |      | Datei hochladen | Tabakscheune                               | B reg.  | G   | Rohnhofstrasse, bei Hauptstrasse 30 687726 / 269997 |              |
| 02800326                  |      | Datei hochladen | Ehemaliges Bauernhaus                      | C       | G   | Postgasse 8–10 687934 / 270130                      |              |
| 02800346                  |      | Datei hochladen | Bauernhaus                                 | C       | G   | Strehlgasse 10 687794 / 270140                      |              |
| 02800357                  |      | Datei hochladen | Ehemaliges Kleinbauernhaus, Wohnteil 1     | C       | G   | Rohnhof 687761 / 270039                             |              |
| 02800358                  |      | Datei hochladen | Ehemaliges Kleinbauernhaus, Scheunenteil   | C       | G   | Rohnhof 687741 / 270035                             |              |
| 02800377                  |      | Datei hochladen | Bauernhaus                                 | C       | G   | Platte 3 687793 / 270201                            |              |
| 02800390                  |      | Datei hochladen | Wohnhaus                                   | C       | G   | Platte 11 687714 / 270211                           |              |
| 02800394                  | ja   | Datei hochladen | Schloss Flaach, ehemalige Schlosstrotte    | B kant. | G   | Schlosstrotte 687703 / 270233                       |              |
| 02800397                  | ja   | Datei hochladen | Schloss Flaach, Schlossscheune             | B kant. | G   | Schlosshof 396 687671 / 270265                      |              |
| 02800411                  |      | Datei hochladen | Ehemaliges Bauern- und Gasthaus            | C       | G   | Im Moos 13 687543 / 270215                          |              |
| 02800427                  | ja   | Datei hochladen | Untermühle, Nebengebäude                   | B reg.  | G   | Untermühleweg 9 687696 / 269856                     |              |
| 02800438                  |      | Datei hochladen | Ehemaliges Bauernhaus, Hausteil 1+2        | C       | G   | Bergstrasse 2–4 687562 / 269875                     |              |
| 02800444                  | ja   | Datei hochladen | Reformierte Kirche                         | B kant. | G   | Kirchrain 687597 / 269816                           |              |
| 02800455                  |      | Datei hochladen | Ehemaliges Waschhaus mit Holzschopf        | B kant. | G   | Kirchenrain 687582 / 269717                         |              |
| 02800457                  |      | Datei hochladen | Reformiertes Pfarrhaus                     | B kant. | G   | Bergstrasse 7 687562 / 269709                       |              |
| 02800489                  |      | Datei hochladen | Hof Kilchsberger, ehemaliges Waschhaus     | B reg.  | G   | Oberhof 687505 / 269879                             |              |
| 02800491                  | ja   | Datei hochladen | Hof Kilchsberger, Bauernhaus               | B reg.  | G   | Hauptstrasse 31 687492 / 269892                     |              |
| 02800589                  |      | Datei hochladen | Gasthaus Ziegelhütte                       | C       | G   | Ziegelhütte 685965 / 269978                         |              |
| 02800766                  |      | Datei hochladen | Aussiedlerhof Meier, Wohnhaus              | B reg.  | G   | Auen 1 686294 / 270472                              |              |
| 02800767                  |      | Datei hochladen | Aussiedlerhof Meier, Scheune               | B reg.  | G   | Auen 2 686299 / 270508                              |              |
| 02800768                  |      | Datei hochladen | Aussiedlerhof Meier, Schopf / Remise       | B reg.  | G   | Auen 686268 / 270503                                |              |
| 028ALT00177b              |      | Datei hochladen | Reformierte Kirche, Kirchturm              | B kant. | G   | Kirchrain 687604 / 269827                           |              |
| 028BEI00032               |      | Datei hochladen | Obermühle, ehemaliges Wasch- und Holzhaus  | B reg.  | G   | Obermühleweg 1 bei 688242 / 270024                  |              |
| 028BRUECKE00001           |      | Datei hochladen | Steinbrücke                                | B reg.  | G   | Schollenberg 686492 / 269874                        |              |
| 028BRUNNEN00396           | ja   | Datei hochladen | Schloss Flaach, Hofbrunnen beim Schlosshof | B kant. | K   | Schlosshof 396 687690 / 270271                      |              |
| 028BRUNNEN00457           |      | Datei hochladen | Pfarrhausbrunnen                           | B kant. | K   | 687580 / 269710                                     |              |
| 028KELLER00429            |      | Datei hochladen | Untermühle, Keller                         | B reg.  | G   | Untermühleweg 687688 / 269837                       |              |
| 028WR-Andelfingen00004a-1 |      | Datei hochladen | Untermühle, Mühlekanal                     | B reg.  | G   | Untermühleweg 11 687689 / 269704                    |              |
| 028WR-Andelfingen00004a-2 |      | Datei hochladen | Untermühle, Überlauf                       | B reg.  | G   | Untermühleweg 11 687655 / 269739                    |              |
| 028WR-Andelfingen00004a-3 |      | Datei hochladen | Untermühle, Radhaus                        | B reg.  | G   | Untermühleweg 11 687670 / 269855                    |              |
| 028WR-Andelfingen00004a-4 |      | Datei hochladen | Untermühle, Rücklauf in Flaacherbach       | B reg.  | G   | Untermühleweg 11 687669 / 269880                    |              |
| 028WR-Andelfingen00005-1  | ja   | Datei hochladen | Obermühle, Mühlenweiher                    | B reg.  | G   | Obermühleweg 1 bei 688566 / 270122                  |              |
| 028WR-Andelfingen00005-2  |      | Datei hochladen | Obermühle, Mühlenkanal                     | B reg.  | G   | Obermühleweg 1 bei 688272 / 269985                  |              |
| 028WR-Andelfingen00005-3  |      | Datei hochladen | Obermühle, Wasserrad und Kraftübertragung  | B reg.  | G   | Obermühleweg 1 bei 688246 / 269980                  |              |
| 028WR-Andelfingen00005-4  |      | Datei hochladen | Obermühle, Mühlebach                       | B reg.  | G   | Obermühleweg 1 bei 688205 / 269967                  |              |

Legende: Im Wesentlichen siehe Legende der Liste der Kulturgüter von nationaler und regionaler Bedeutung, mit folgenden Ausnahmen:
- Anstelle der KGS-Nummer wird als Objekt-Identifikator (ID) die Inventarnummer im Verzeichnis der Objekte von überkommunaler Bedeutung des kantonalen Denkmalschutzamtes verwendet.
- Bei den Kategorien wird wie folgt unterschieden: B kant. = Objekt von kantonaler Bedeutung (Kanton Zürich); B reg. = Objekt von regionaler Bedeutung (Kanton Zürich).